# Frances Margaret Leighton
Frances Margaret Leighton (8 mars 1909 - 8 janvier 2006) était une botaniste et éducatrice sud-africaine. Après avoir obtenu son diplôme de maîtrise en sciences à l'Université de Rhodes en 1931, elle a travaillé à l'Herbier Bolus jusqu'en 1947. Ses principaux intérêts de recherche étaient axés sur les monocotylédones et ses travaux ont eu un impact sur les genres Ornithogalum et Agapanthus.
Frances Leighton a épousé le botaniste William Edwyn Isaac en 1936, et le couple a eu trois enfants. Dans les années 1950, Frances était politiquement actif dans le mouvement Black Sash  (écharpe noire), pour protester contre l'apartheid. Après avoir déménagé à Nairobi en 1961, elle a étudié les herbes marines le long de la côte est-africaine. Frances et son mari se sont finalement retirés dans la péninsule de Mornington en Australie, où Frances s'est impliquée dans des mouvements environnementaux communautaires et a été élue botaniste honoraire par la « Society for the Protection of Indigenous Flora and Fauna of Australia »

## Biographie
Frances est née à King William's Town et a fait ses études à l'université Rhodes entre 1927 et 1931. Elle a obtenu un M.Sc., rejoignant par la suite le personnel de l'Herbier Bolus en 1931  jusqu'en 1947. Son principal intérêt était les monocotylédones, ce qui a conduit à une révision des genres Ornithogalum (1944-5) et Agapanthus, et à des monographies publiées sur les deux taxons.
À l'Herbier Bolus, elle a rencontré William Edwyn Isaac, un jeune botaniste gallois, qu'elle a épousé en 1936 - une union qui a duré jusqu'à sa mort en 1995. William, botaniste marin, a publié « La recherche biologique marine et l'industrie de la pêche sud-africaine » en 1943, et a prononcé sa conférence inaugurale, « Les plantes de la mer », devant l'Université du Cap en avril 1955. Le couple a eu trois enfants - Rhys et Glynn, des jumeaux nés en 1937, et une fille en 1948. Rhys a remporté le prix Pulitzer d'histoire en 1983 pour son livre "La transformation de la Virginie, 1740-1790" . Frances Leighton a également enseigné dans une école en Afrique du Sud. À la fin des années 1950, elle était devenue politiquement active et avait rejoint le mouvement « Black Sash » (écharpe noire), l'une des premières organisations blanches à protester contre l'apartheid.
En 1961, le couple s'installe à Nairobi. William est devenu le professeur fondateur de botanique à l'Université de Nairobi à la veille de l'indépendance du Kenya, et a écrit « Botanique marine de la côte du Kenya » en 1967. Frances s'est lancée dans une étude sur les herbiers marins de la côte est-africaine et s'est portée volontaire pour gérer un programme d'alphabétisation des adultes et d'apprentissage de la vie quotidienne pour les femmes, impliquant l'enseignement dans une auberge de jeunesse abritant des prostituées. 
À la retraite, et avec deux de leurs trois enfants vivant déjà en Australie, William et Frances se sont installés à Blairgowrie sur la péninsule de Mornington, qui sera leur domicile pendant 35 années. Frances s'est étroitement impliquée dans le bien-être des habitants de la région et a assisté à des conférences informelles sur l'écologie des herbiers marins de la baie de Port Phillip et les dangers des espèces exotiques envahissant le maquis côtier australien. Elle a rapidement cherché d'autres personnes retraitées mais actives, a rejoint la « Friends of the Rosebud Library Society » à Rosebud, Victoria, et en est devenue plus tard la présidente. Avec un autre militant, elle a créé un groupe environnemental de quartier visant à entretenir les routes de campagne et à planter des espèces indigènes le long des berges. Elle a été élue botaniste honoraire au sein de la 'Society for the Protection of Indigenous Flora and Fauna of Australia'. Avec la fondation de l'Université du Troisième Âge, elle en devient l'une des plus ferventes partisanes.  Elle est décédée à Blairgowrie, Victoria, à l'âge de 96 ans.
Les plantes nommées en son honneur comprennent:
- Delosperma leightoniae Lavis
- Mesembryanthemum leightoniae L.Bolus  , = Lampranthus dulcis (L.Bolus) L.Bolus
- Lampranthus francesiae H.E.K.Hartmann  , = Lampranthus dulcis (L.Bolus) L.Bolus
- Bergeranthus leightoniae L.Bolus , = Bergeranthus concavus L.Bolus

## James Leighton
L'oncle de Frances Leighton, James Leighton FRHS (19 janvier 1855 Kincardine O'Neil - 22 janvier 1930 King William's Town) était jardinier à Kew 1878-1880, 1881-1887 conservateur des jardins botaniques de King William's Town, développant en même temps sa propre pépinière, 1888-1922, il était conseiller municipal, 1910-1911, il était maire de King William's Town. Il était passionné par la fabrication du papier et connaissait bien les fibres de plantes indigènes et exotiques qui convenaient au papier .  
« 
La King William's Town Horticultural Society a vu le jour en 1898. Un éditorial de Cape Mercury, dans un long rapport sur sa formation, a qualifié son comité d'« hommes de valeur dans la communauté, pratiques et expérimentés ». Ce fut certainement le cas. Parmi ses membres se trouvaient le rédacteur en chef du Daily Watchman, l'officier forestier du district, certains des principaux marchands, le conservateur des jardins botaniques et un pépiniériste (qui était également conseiller municipal, à savoir James Leighton). L'axe principal des activités de la société semble avoir été la tenue de spectacles. Le premier d'entre eux, le Flower Show and Art Exhibition, a eu lieu en avril 1898. Parmi les catégories jugées figuraient les fleurs, les travaux d'aiguille, les plantes en pot, la cuisine, l'art et la sculpture sur bois. Des conférences ont été occasionnellement données, comme celle de James Leighton sur "Practical Hints at the Various Methods of Plant Propagation" . Mais la société n'était pas aussi active que ses membres l'avaient souhaité lorsqu'ils l'ont initiée. Les pourparlers réguliers qu'ils envisageaient ne semblent pas s'être concrétisés car rien d'autre n'est paru dans la presse.
 — Webb, 1993 »

## Publications
- Leighton, « The genus Agapanthus L'Heriter - Monograph of Agapanthus, with 8 colour plates by Miss W.F. Barker », Journal of South African Botany, Cape Town, National Botanic Gardens, vol. Supplementary Volume No. 4,‎ 1965 (lire en ligne)